# 劉湛 (武術家)
劉湛（Lau Cham，1890年—1963年11月9日），香港武術家、武打演員，師承黃飛鴻徒弟林世榮，為劉家良、劉家榮兩位導演的父親，劉家勇的外公、劉家輝的契爺。劉湛亦曾在早年的黃飛鴻系列電影中，飾演其師傅林世榮。

## 生平
劉湛祖籍廣東省江門市新會區，1920年在廣州開武館，1925年薛覺先去上海學外江戲期間，在其身邊保護安全，1949年到英屬香港，開武館，后與關德興合作多部武打電影，子劉家良、劉家榮亦跟隨其父進軍電影界。1963年11月9日病逝。